# مقبرة تحتمس الثالث

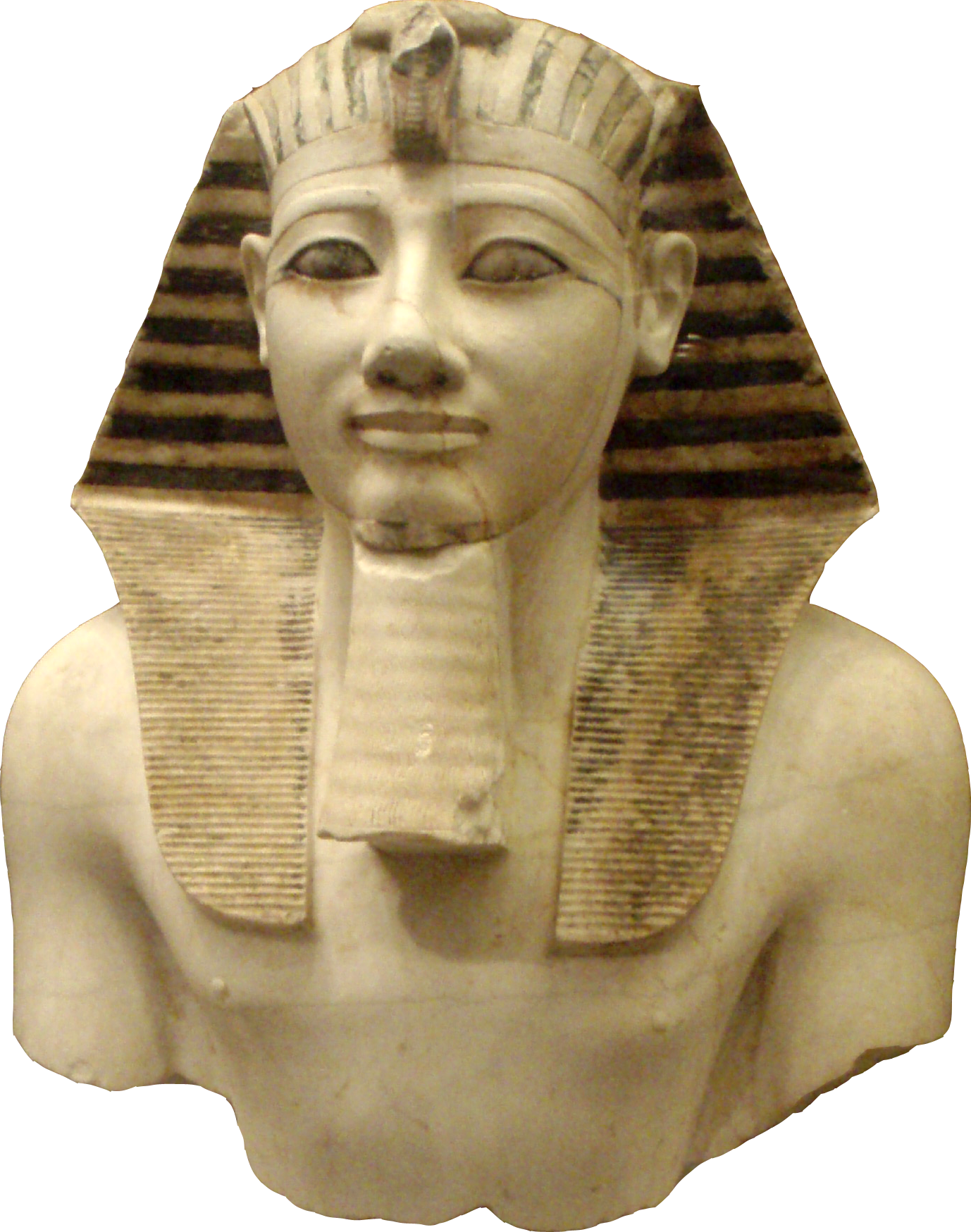
تمثال لتحتمس الثالث من المرمر بمتحف المتروبوليتان

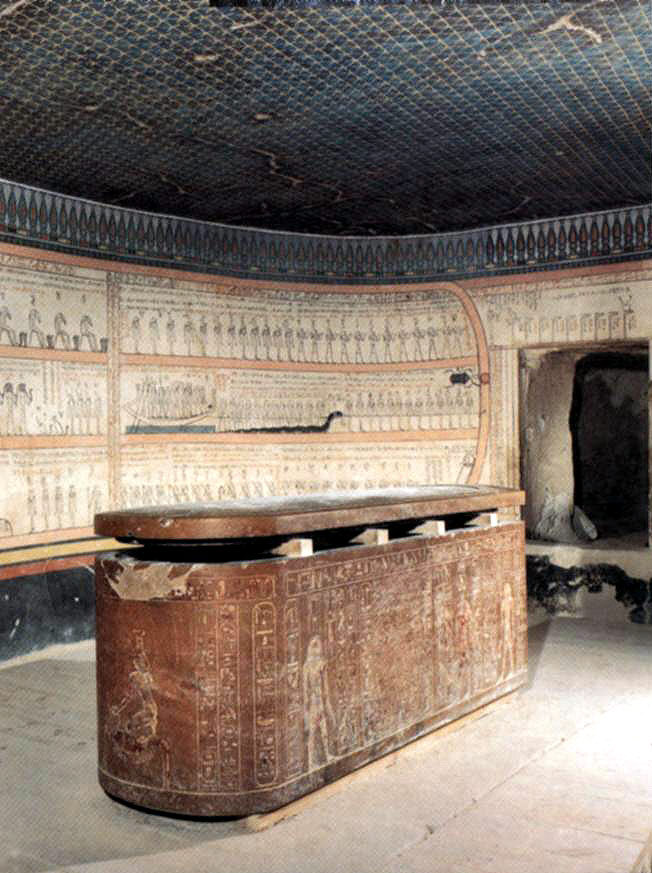
المقبرة وفيها التابوت.

مقبرة تحتمس الثالث أو بالرمز العلمي KV34 هي مقبرة محفورة في الصخر لأحد فراعنة مصر وهو تحتمس الثالث وهي تعتبر أحد القبور الأوائل لملوك مصر القدماء في وادي الملوك في المنطقة الغربية من النيل المواجهة ل طيبة (الأقصر اليوم). ينتمي تحتمس الثالث إلى الأسرة الثامنة عشر خلال عهد المملكة المصرية الحديثة (1470 - 1070 قبل الميلاد). تتميز تلك المقبرة بجمال تنسيقها ودقة تصميمها وتنفيذها. مدخلها كدهليز طويل مائل تحت الأرض تتبعه حفرة رأسية - ربما لإعاقة اللصوص - ثم ممرات مائلة وسلالم تؤدي إلى حجرة عالية ثم سلالم إلى حجرة سفلية واسعة، هي حفرة التابوت.
الحجرات منقوشة برسومات تعبر عن التصور الديني لقدماء المصريين، ونصوص مكتوبة بالهيروغلفية من كتاب الموتى.

## اكتشافها
اكتشف المقبرة KV34 العمال العاملين تحت إشراف فيكتور لوريه الذي كان يشغل في ذلك الوقت منصب مدير إدارة الآثار. كان ذلك في 12 فبراير 1898. ووصل «لوريه» بعد الاكتشاف بعدة أيام إلى الموقع وبعد ذلك بعدة أيام تم اكتشاف مقبرة تحتمس الثالث، وهو والد أمنحتب الثاني، وكذلك مقبرة أبيه «مقبرة أمنحتب الثاني» ويرمز لها بالرمز KV35 .

## الموقع

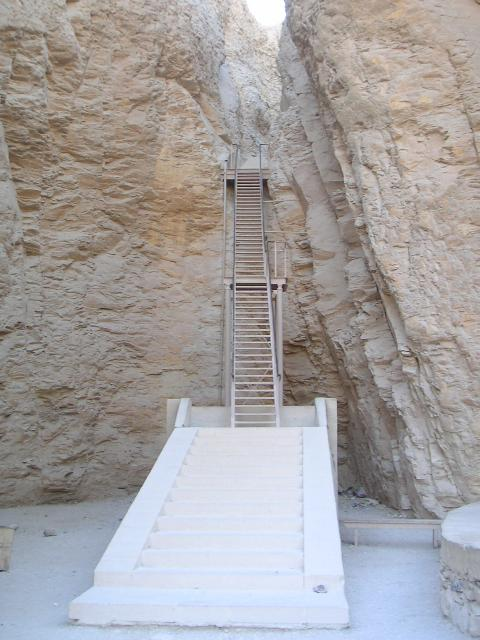
مدخل المقبرة من وادي الملوك.

يوجد مدخل مقبرة تحتمس الثالث فوق أحد الأغوار في الصخر منطقة صخرية. وهي في الوادي الجنوبي من وادي الملوك. عمل سقوط الأمطار والماء عبر السنين على تعرية صخور تلك الجبال. كما ترى في المكان ممرات انتقال العمال القدماء بين وادي الملوك ومنطقة سكناهم في دير المدينة.
 كان العامل الذي قوم بحفر قبرا للفراعنة عاملا متخصصا، ويفتخر بكونه خادما في مكان الحقيقة «سجم-عاش إم ست ماعت».

## وصف المقبرة

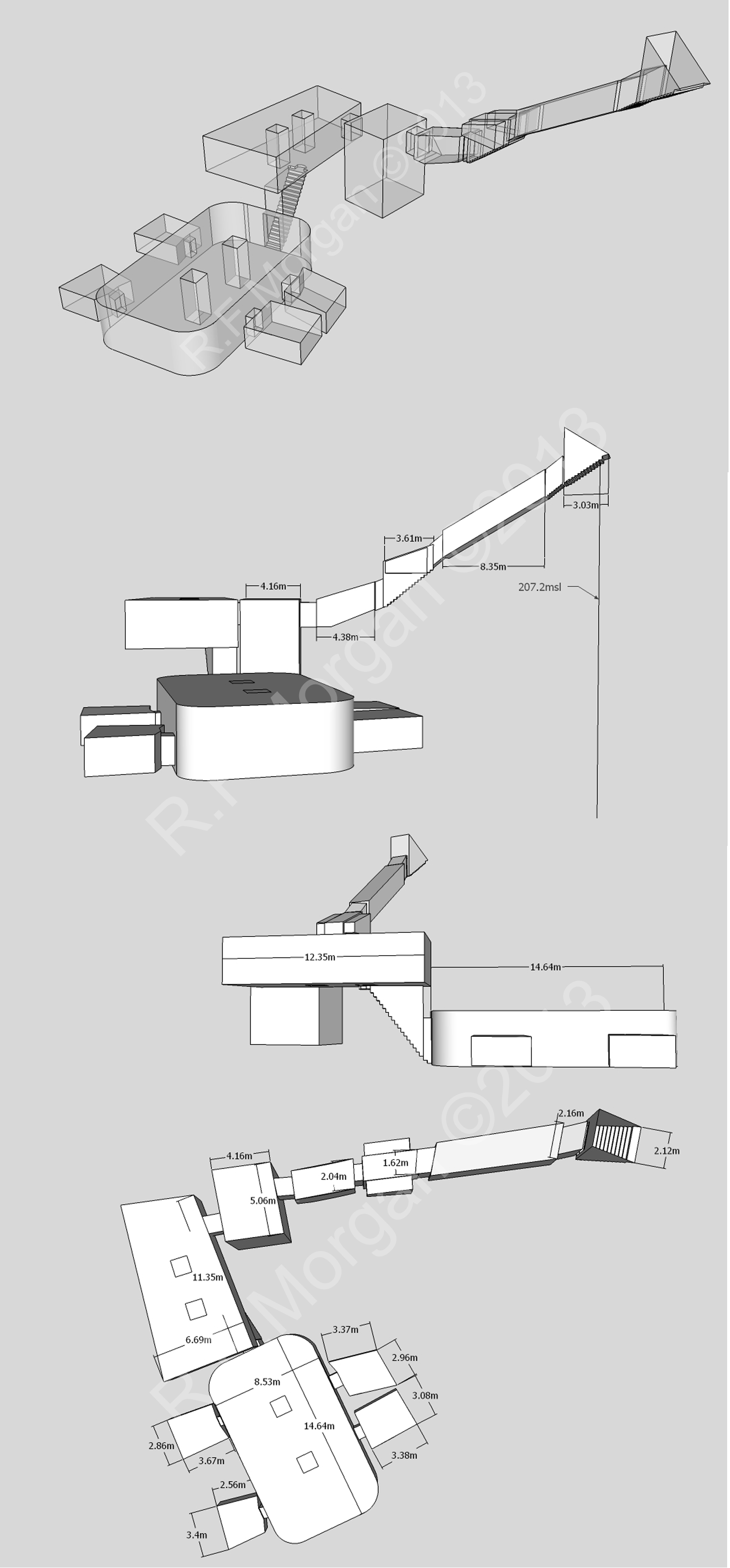
توضيح تصميم مقبرة تحتمس الثالث.

تتكون المقبرة من مدخل في هيئة دهليز طويل مائل يؤدي إلى عدة حجرات متتالية. بعد الدهليز مباشرة يوجد حفرة بئر جاف كبير يفصل الدهليز عن بقية الحجرات. ينحنى اتجاه الحجرتين التاليتين أولهما حجرة كبيرة ويخرج منها ممر مائل ودهليز إلى أسفل ينتهي بحجرة كبيرة أيضا هي حجرة التابوت. الدهليز والممر وحجرة التابوت منعطفة بالنسبة للحجرة السابقة بزاوية نحو 72 درجة، وتقع أسفل منها.) يخرج من حجرة التابوت حجرتان صغيرتان إلى اليمين وحجرتان صغيرتان إلى اليسار تستخدمان لحفظ محتويات القبر من أثاث وأواني وأمتعة أخري، وكذلك مأكولات ومشروبات.
حجرة التابوت كبيرة في شكل بيضاوي واسعة. مرسوم على جدرانها مشاهد من تصور المصريين القدماء لانتقال الأحياء بعد الممات إلى العالم الآخر، مضافا إليها نصوص مكتوبة بالهيروغليفية من كتاب الموتى بألوان مختلفة. سقف الحجرة ملون باللون الأزرق وتتراص فيه النجوم تعبيرا عن السماء. ومثلها مثل مقابر ملوك الاسرة الثامنة عشر حيث لا توجد نقوش على جدران الدهاليز والممرات.

## الحفرة
يوجد في مقبرة تحتمس الثالث عضو بنائي جديد وهو حفرة البئر المربع الشكل التي تفصل دهليز المدخل عن باقي حجرات المقبرة، ويبلغ عمق الحفرة نحو 6 متر. وأخذ هذا العنصر الهندسي بعد ذلك في قبور الفراعنة حتى نهاية الأسرة التاسعة عشر. بعض الباحثين يعتبر تلك الحفرة مانعا للصوص، والبعض الآخر يرى فيه مستنقعا يمكن أن تتجمع فيه أي مياه متسربة ناشئة عن أمطار غزيرة وتمنعها من التسرب إلى الحجرات السفلى. كما يرى فيه الباحث الألماني «إيريك هورنونج»: «أنه مدخل مباشر إلى العالم تحت الأرض حيث يستقر الإله سوكر».
“
تتزين الجدران بإفريز بأشكال حزم البوص وعلامة السماء، كما يزين السقف نجوم صفراء على أرضية زرقاء. ولا توجد على جدران الحفرة نقوش لآلهة، وإنما نجد تلك النقوش الخاصة بمقابلة الآلهة وصور تقديم فرعون القرابين للآلهة وتصور رعاية الآلهة لفرعون في قبور الفراعنة التاليين. «هذا هو المكان الذي يدخل فيه فرعون المتوفى إلى عالم الآلهة.»
 أي مكان الانتقال من عالم الدنيا إلى عالم الآخرة الذي يحدث فيه البعث.

## الحجرة الأمامية
هنا نجد عنصرا جديدا في بناء قبور الفراعنة، الحجر الأمامية أو العلوية في شكل المعين. في وسطها عمودان لا توجد عليهما نقوش سوى مربعات في شكل الشبكة. السقف مزين أيضا بنجوم صفراء على خلفية زرقاء، والجزر العلوي من الجدران يزينه إفريز باشكال حزم البوص. مرسوم على الجدران مجموعة كبيرة من الآلهة يبلغ عددها 741 من «الأمدوت»)العالم الآخر). أشكال الآلهة مرسومة بطريقة خطية، وعلى كل واحد منها نجم (بالمصري القديم «دوا») - ويكملهم وعاء بخور ورمز للـ با (الروح عند قدماء المصريين).

## حجرة التابوت

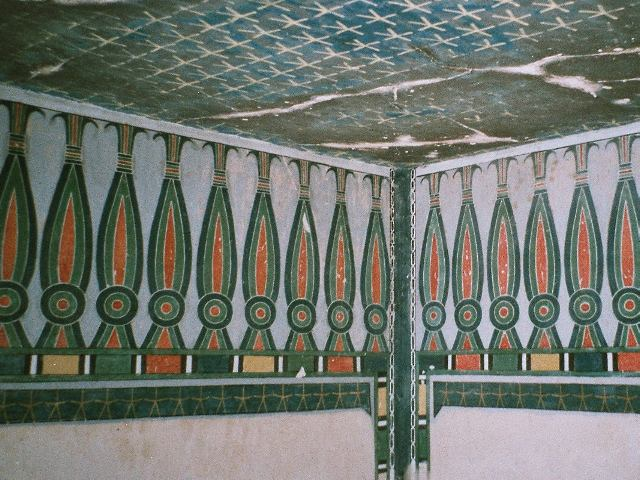
أفريز زينة حوائط وسقف مقبرة تحتمس الثالث.

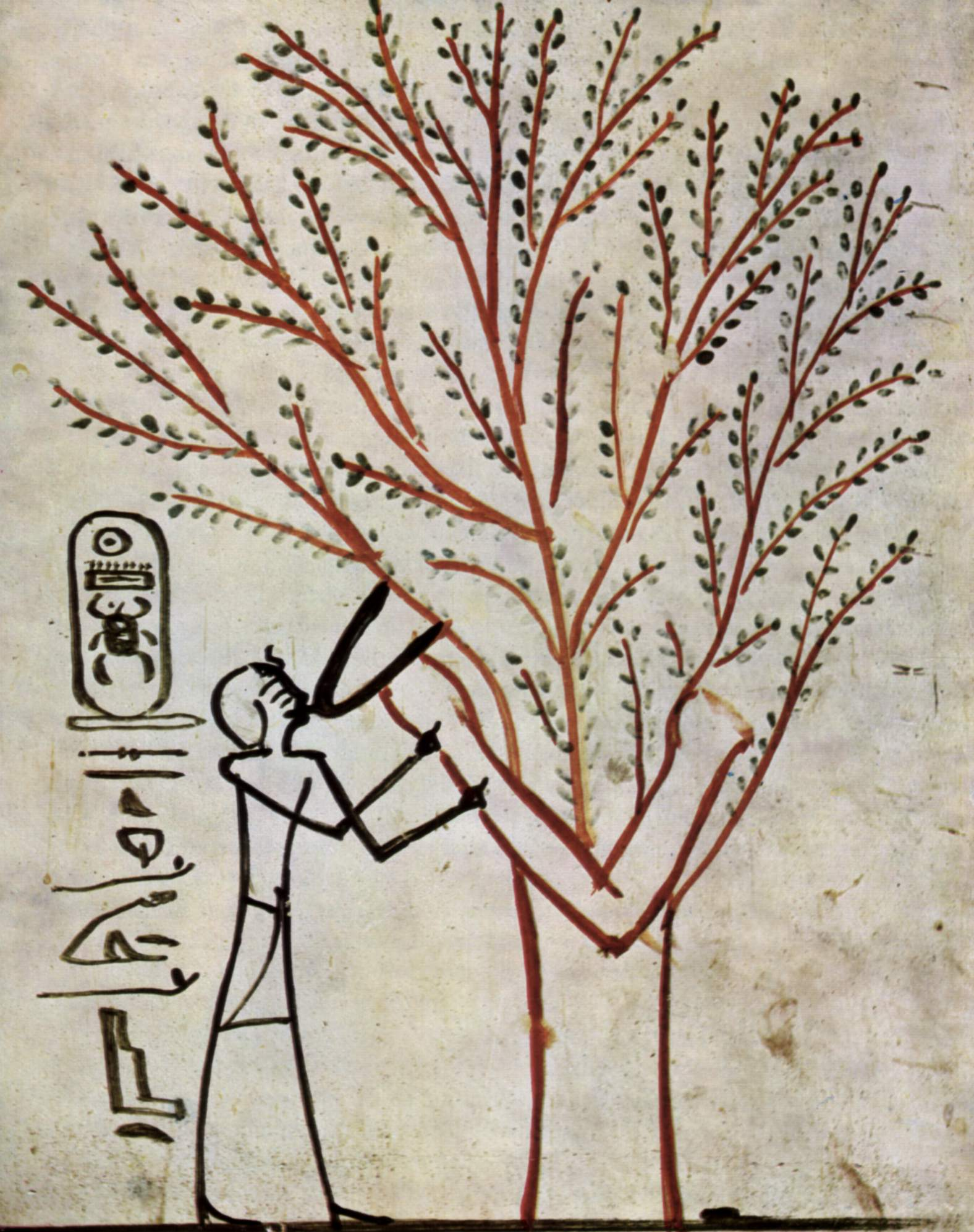
تحتمس الثالث يرضع من الشجرة المقدسة "إشيد". الشجرة مشكّلة في شكل آدمي.

اتساع الحجرة 14,6 × 8,5 متر مستطيلة الشكل ذات أركان مقوسة، وتشكل في شكلها العام شكل الخرطوش. يزين الجدران أشكال تمثل الإثنى عشر ساعة لساعات الليل من الأمدوات، موزعة في تتاليها طبقا للاتجاهات السماوية ومميزة بنصوصها الخاصة": الساعات من 1 - 4 توجد على الجدار الغربي، الساعتين 5 و 6 على ناحية الجنوب، الساعتين 7 و 8 على الحائط ناحية الشمال، والساعات 9 - 12على الحائط الشرقي.

الأشكال مرسومة بخطوط سوداء وحمراء مع نصوص هيروعليفية، وهي مرسومة على خلفية صفراء تميل إلى الاحمرار. هذا الشكل يعطي شكل لفة ورقة بردي هائلة الاتساع. والجزء العلوي من الجدران يزينه إفريز بشكل حزم نبات البوص. أما السقف فهو باللون الأزرق وتملؤه نجوم صفراء متراصة بنظام، تمثل سماء العالم الآخر المفتوحة لتلقي روح فرعون المتوفى.

يوجد في الحجرة عمودان مضلعان، مرسوم على وجهين لكل منهما من نصوص «كتاب الأمدوات». ويوجد على الاربعة جوانب الآخرين للعمودين 76 شكل مرسوم تعبر عن تحولات الشمس.
كما يوجد على أحد الأعمدة شكل يمثل الملك مع أمه إيزيس يركبان مركب، ويصحبهما عدد من الأقرباء. ويوجد أيضا رسما بسيطا يعبر عن «شجرة مقدسة» تعطي ثديها لفرعون. ومكتوب عليها: «إنه يرضع من ثدي أمه إيزيس». ونظرا لكون اسم أم تحتمس الثالث فعلا إيزيس فربما يمثل ذلك عودة تحتمس إلى أمه بعد أن ولد من جديد، ولكن الشجرة لدى قدماء المصريين فهي تمثل عادة شجرة مقدسة تخرج منها الإلهة نوت أو الإلهة هاتور تعطي ماء باردا لروح الميت (با) ممثلة في هيئة صقر ذو رأس إنسان. وربما كان ذكر إيزس هنا في هذا الشكل يراد به الدلالة على الأم الواقعية لتحتمس الثالث، مع الترميز لكون الملك يتخذ دور حورس كإله الحكم على الأرض طبقا لأسطورة الديانة المصرية القديمة وعودة الملك ليكون في حماية أمه إيزيس.

## المحتويات
وجد التابوت الحجري فارغا، ما عدا من عدة أشياء تركها اللصوص ورائهم. من ضمن تلك الأشياء بقايا قرد بافيان وبقايا ثور، وتماثيل خشبية للملك وتعويذات حجرية توضع على الصدر، كما وجد «لورا» فيه بعض الأواني من الزجاج والسيراميك.
التابوت الحجري مشكل في هيئة خرطوش وهو لا يزال موجودا في المقبرة يمكن للزائر مشاهدته. أما مومياء تحتمس الثالث فقد وجدت بعد ذلك في عام 1881 في سرداب الدير البحري وكانت ملفوفة كما هي في قماش من التيل وعليها كتابة هيروغليفية من النصوص الشمسية المقدسة. توجد تشكيلات منقوشة بالحفر في التابوت من ناحية الرأس وناحية القدمين للإلهة إيزيس وأختها نيفتيس (تسمى أيضا «نبت-حوت»)، في وضع ركوع على قاعدة ترمز إلى الذهب. وعلى جانبيهما يوجد تمثيل لـ أنوبيس وللأربعة أبناء من حورس. كما نقش بالحفر على سطحي الغطاء الحجري من الداخل والخارج الإلهة نوت، التي تعبر عن السماء، كما أن داخل التابوت (الجدران والقاعدة) مزينة بالآلهة سلكت.
في عام 1921 اكتشف هوارد كارتر أوعية وقرابين كانت مقدمة للآلهة وقت الشروع في بناء مقبرة تحتمس الثالث، أثناء رفع أنقاض في تلك المنطقة.

## صور من داخل المقبرة

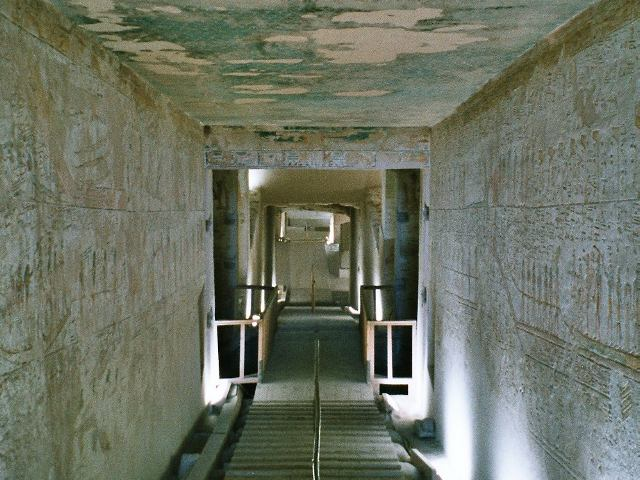
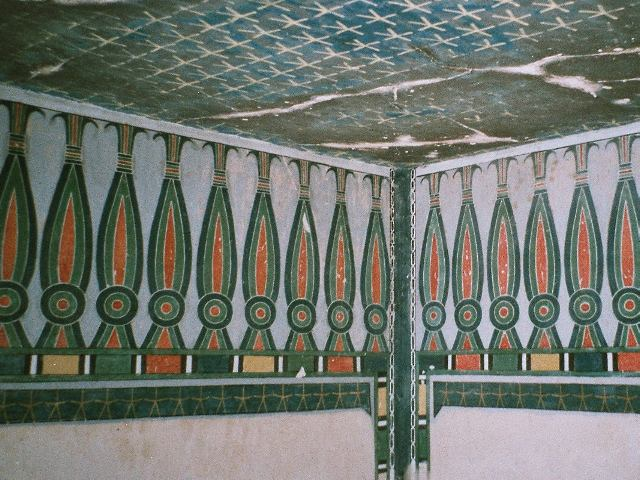
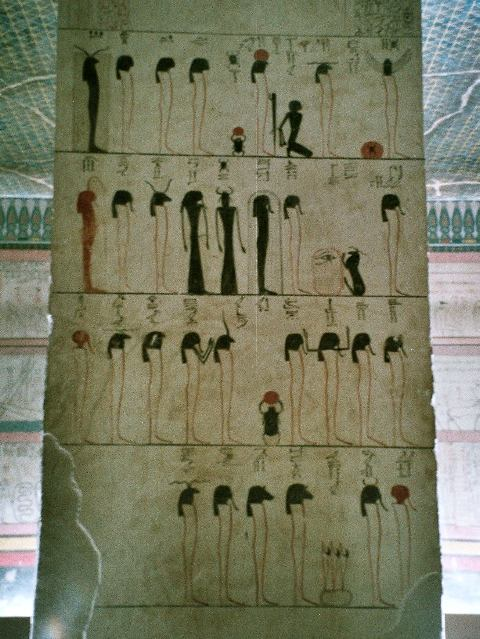
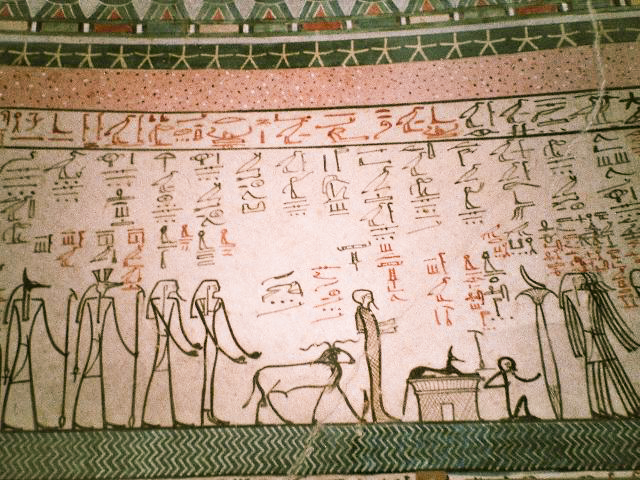
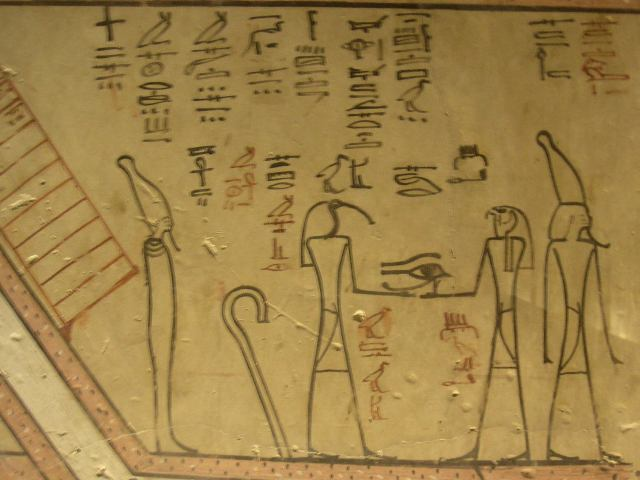
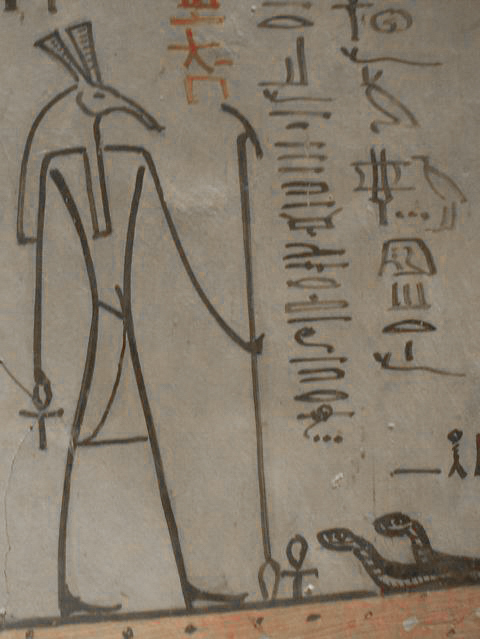
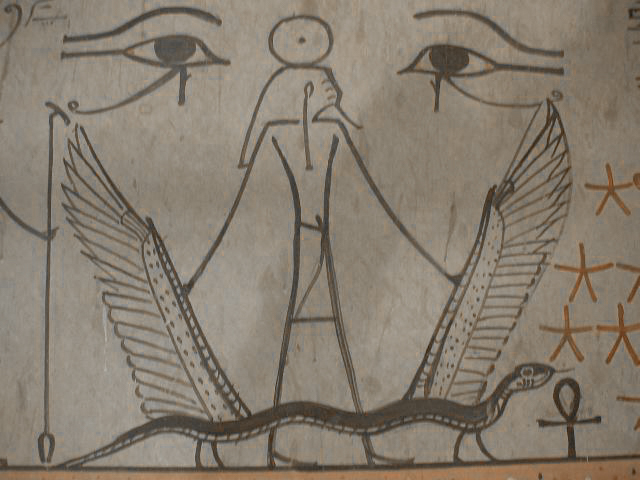

## موقع المقبرة KV34 في وادي الملوك
المقبرة KV34 (مقبرة تحتمس الثالث) تجدها أسفل الصورة.

## وصلات خارجية
- KV34, Theban Mapping Project* قالب:Theban Mapping Project
- (بالإنجليزية) Bibliographie concernant KV34 sur Theban Mapping Project

## اقرأ أيضا
- تحتمس الثالث
- الدير البحري
- مقبرة غا
- دير المدينة
- معبد حتشبسوت (الأقصر)
- مقبرة 320 بطيبة